# Thysanotus thyrsoideus
Thysanotus thyrsoideus är en sparrisväxtart som beskrevs av John Gilbert Baker. Thysanotus thyrsoideus ingår i släktet Thysanotus och familjen sparrisväxter. Inga underarter finns listade i Catalogue of Life.